# Griekenland op de Paralympische Zomerspelen 2020
Griekenland was een van de landen die deelnam aan de Paralympische Zomerspelen 2020 in Tokio, Japan.

## Medailleoverzicht
| Atletiek    | Athanasios Ghavelas Gids: Sotirios Gkaragkanis         | 100 m, T11 (m)                     | Goud   |  |  |
|             |                                                        |                                    |        |  |  |
| Atletiek    | Athanasios Konstantinidis                              | Kegelwerpen, F32 (m)               | Zilver |  |  |
| Atletiek    | Athanasios Prodromou                                   | Verspringen, T20 (m)               | Zilver |  |  |
| Boccia      | Grigorios Polychronidis                                | Enkelspel, BC3 (g)                 | Zilver |  |  |
|             |                                                        |                                    |        |  |  |
| Atletiek    | Efstratios Nikolaidis                                  | Kogelstoten, F20 (m)               | Brons  |  |  |
| Bankdrukken | Dimitrios Bakochristos                                 | -54 kg (m)                         | Brons  |  |  |
| Boccia      | Anna Ntenta Grigorios Plychronidis Anastasia Pyrgiotis | Paren, BC3 (g)                     | Brons  |  |  |
| Schermen    | Panagiotis Triantafyllou                               | Sabel individueel, categorie B (m) | Brons  |  |  |
| Zwemmen     | Dimosthenis Michalentzakis                             | 100 m vrije slag, S8 (m)           | Brons  |  |  |
| Zwemmen     | Alexandra Stamatopoulou                                | 50 m rugslag, S4 (v)               | Brons  |  |  |
| Zwemmen     | Antonios Tsapatakis                                    | 100 m schoolslag, SB4 (m)          | Brons  |  |  |

## Deelnemers en resultaten
(m) = mannen, (v) = vrouwen, (g) = gemengd 

### Atletiek

#### Baanonderdelen
| Atleet                                         | Onderdeel      | Series              | Series              | Halve finales       | Halve finales       | Finale              | Finale              |
| Atleet                                         | Onderdeel      | Resultaat           | Rang                | Resultaat           | Rang                | Resultaat           | Rang                |
| ---------------------------------------------- | -------------- | ------------------- | ------------------- | ------------------- | ------------------- | ------------------- | ------------------- |
| Athanasios Ghavelas Gids: Sotirios Gkaragkanis | 100 m, T11 (m) | 0:10.88             | 1e                  | 0:10.99             | 1e                  | 0:10.82             | Goud                |
| Stylianos Malakopoulos                         | 400 m, T62 (m) | Niet van toepassing | Niet van toepassing | Niet van toepassing | Niet van toepassing | 0:56.75             | 8e                  |
| Michail Seitis                                 | 100 m, T64 (m) | 0:11.66             | 13e                 | Niet van toepassing | Niet van toepassing | Niet gekwalificeerd | Niet gekwalificeerd |
| Michail Seitis                                 | 200 m, T64 (m) | 0:22.95             | 7e                  | Niet van toepassing | Niet van toepassing | 0:22.87             | 6e                  |
| Ioannis Sevdikalis                             | 400 m, T62 (m) | Niet van toepassing | Niet van toepassing | Niet van toepassing | Niet van toepassing | 0:52.51             | 5e                  |

#### Veldonderdelen
| Paralympiër               | Onderdeel             | Resultaat | Prestatie |
| ------------------------- | --------------------- | --------- | --------- |
| Che Jon Fernandes         | Kogelstoten, F53 (m)  | 5e        | 7.63      |
| Konstantinos Kamaras      | Verspringen, T37 (m)  | 6e        | 5.95      |
| Athanasios Konstantinidis | Kogelstoten, F32 (m)  | 6e        | 9.58      |
| Athanasios Konstantinidis | Kegelwerpen, F32 (m)  | Zilver    | 38.68     |
| Stylianos Malakopoulos    | Verspringen, T64 (m)  | 4e        | 7.04      |
| Efstratios Nikolaidis     | Kogelstoten, F20 (m)  | Brons     | 15.93     |
| Athanasios Prodromou      | Verspringen, T20 (m)  | Zilver    | 7.17      |
| Lazaros Stefanidis        | Kogelstoten, F33 (m)  | 7e        | 8.20      |
| Leontios Stefanidis       | Kogelstoten, F20 (m)  | 4e        | 15.75     |
| Manolis Stefanoudakis     | Speerwerpen, F54 (m)  | 4e        | 30.45     |
| Konstantinos Tzounis      | Discuswerpen, F56 (m) | 4e        | 42.86     |
|                           |                       |           |           |
| Anthi Liagkou             | Kogelstoten, F33 (v)  | 8e        | 5.25      |
| Zoi Mantoudi              | Kogelstoten, F20 (v)  | 6e        | 13.47     |
| Styliani Smaragdi         | Verspringen, T47 (v)  | 6e        | 5.19      |

### Bankdrukken
| Paralympiër            | Onderdeel   | Resultaat | Prestatie |
| ---------------------- | ----------- | --------- | --------- |
| Dimitrios Bakochristos | -54 kg (m)  | Brons     | 165.0     |
| Konstantinos Dimou     | +107 kg (m) | 5e        | 218.0     |
| Paschalis Kouloumoglou | -59 kg (m)  | 7e        | 163.0     |
| Gkremislav Moysiadis   | -80 kg (m)  | 7e        | 187.0     |

### Boccia
| Paralympiër                                            | Onderdeel          | Groepsfase                     | Groepsfase                        | Groepsfase                        | Groepsfase           | Positie | Finalefase                        | Finalefase                  | Finalefase               | Plaats |
| Paralympiër                                            | Onderdeel          | Wedstrijd I                    | Wedstrijd II                      | Wedstrijd III                     | Wedstrijd IV         | Positie | Kwartfinale                       | Halve finale                | (Troost)finale           | Plaats |
| Paralympiër                                            | Onderdeel          | Tegenstander Uitslag           | Tegenstander Uitslag              | Tegenstander Uitslag              | Tegenstander Uitslag | Positie | Tegenstander Uitslag              | Tegenstander Uitslag        | Tegenstander Uitslag     | Plaats |
| ------------------------------------------------------ | ------------------ | ------------------------------ | --------------------------------- | --------------------------------- | -------------------- | ------- | --------------------------------- | --------------------------- | ------------------------ | ------ |
| Anna Ntenta                                            | Enkelspel, BC3 (g) | CZE Adam Peska V met 2-3       | RPC Aleksandr Legostaev V met 2-8 | FRA Samir van der Beken V met 2-4 | Niet van toepassing  | 4e      | Niet gekwalificeerd               | Niet gekwalificeerd         | Niet gekwalificeerd      | 19e    |
| Grigorios Polychronidis                                | Enkelspel, BC3 (g) | JPN Kazuki Takahashi W met 7-2 | POR Ana Costa W met 9-0           | POR Avelino Andrade W met 4-3     | Niet van toepassing  | 1e      | RPC Aleksandr Legostaev W met 5-1 | GBR Scott McCowan W met 4-4 | CZE Adam Peska V met 3-3 | Zilver |
| Anna Ntenta Grigorios Plychronidis Anastasia Pyrgiotis | Paren, BC3 (g)     | GBR W met 4-2                  | THA W met 5-2                     | KOR W met 3-2                     | FRA V met 3-4        | 1e      | Niet van toepassing               | JPN V met 1-5               | HKG W met 7-0            | Brons  |

### Boogschieten
| Paralympiër         | Onderdeel                     | Kwalificatie | Kwalificatie | 1e ronde             | 2e ronde             | 3e ronde                       | Kwartfinale                    | Halve finale               | (troost)Finale           | Rang |
| Paralympiër         | Onderdeel                     | Score        | Positie      | Tegenstander Uitslag | Tegenstander Uitslag | Tegenstander Uitslag           | Tegenstander Uitslag           | Tegenstander Uitslag       | Tegenstander Uitslag     | Rang |
| ------------------- | ----------------------------- | ------------ | ------------ | -------------------- | -------------------- | ------------------------------ | ------------------------------ | -------------------------- | ------------------------ | ---- |
| Dorothea Poimenidou | Individueel, recurve open (v) | 586          | 7e           | Niet van toepassing  | Bye                  | POL Milena Olszewska W met 6-2 | ITA Elisabetta Mijno W met 6-5 | IRI Zahra Nemati V met 2-6 | CHN Wu Chunyan V met 2-6 | 4e   |

### Judo
| Paralympiër          | Onderdeel  | Resultaat | Prestatie                                                                                           |
| -------------------- | ---------- | --------- | --------------------------------------------------------------------------------------------------- |
| Theodora Paschalidou | -70 kg (v) | 7e        | 1/8e finale: V van JPN Kazusa Ogawa Herkansingen, finale: V van MEX Lenia Fabiola Ruvalcaba Alvarez |

### Schermen
| Paralympiër              | Onderdeel                          | Resultaat | Prestatie |
| ------------------------ | ---------------------------------- | --------- | --- |
| Vasileios Ntounis        | Sabel individueel, categorie A (m) | 9e        | Groep A W van JPN Shintaro Kano met 5-3 V van RPC Maxim Shaburov met 1-5 W van CAN Matthieu Herbert met 5-0 V van HUN Richard Osvath met 4-5 1/8e finale: V van RPC Nikita Nagaev met 13-15 |
| Panagiotis Triantafyllou | Sabel individueel, categorie B (m) | Brons     | Groep A W van POL Adrian Castro met 5-4 W van BLR Andrei Pranevich met 5-3 V van RPC Albert Kamalov met 2-5 V van CHN Feng Yanke met 1-5 W van JPN Ryuji Onda met 5-4 1/8e finale: W van BLR Andrei Pranevich met 15-7 Kwartfinale: W van POL Grzegorz Pluta met 15-13 Halve finale: V van POL Adrian Castro met 9-15 Bronzen finale: W van FRA Maxime Valet met 15-6 |

### Schietsport
| Paralympiër         | Onderdeel                         | Resultaat | Resultaat | Prestatie           | Prestatie           |
| Paralympiër         | Onderdeel                         | Score     | Rang      | Score               | Rang                |
| ------------------- | --------------------------------- | --------- | --------- | ------------------- | ------------------- |
| Sotirios Galogavros | 10 m luchtgeweer, staand SH1 (m)  | 612.6     | 11e       | Niet gekwalificeerd | Niet gekwalificeerd |
| Sotirios Galogavros | 50 m geweer, 3 posities SH1 (m)   | 1131.0    | 15e       | Niet gekwalificeerd | Niet gekwalificeerd |
| Sotirios Galogavros | 10 m luchtgeweer, liggend SH1 (g) | 626.4     | 38e       | Niet gekwalificeerd | Niet gekwalificeerd |
| Sotirios Galogavros | 50 m geweer, liggend SH1 (g)      | 606.6     | 41e       | Niet gekwalificeerd | Niet gekwalificeerd |

### Tafeltennis
| Paralympiër                    | Onderdeel         | Groepsfase                  | Groepsfase                     | Groepsfase           | Positie | Finalefase              | Finalefase           | Finalefase           | Finalefase           | Plaats |
| Paralympiër                    | Onderdeel         | Wedstrijd I                 | Wedstrijd II                   | Wedstrijd III        | Positie | 1/8e finale             | Kwartfinale          | Halve finale         | Finale               | Plaats |
| Paralympiër                    | Onderdeel         | Tegenstander Uitslag        | Tegenstander Uitslag           | Tegenstander Uitslag | Positie | Tegenstander Uitslag    | Tegenstander Uitslag | Tegenstander Uitslag | Tegenstander Uitslag | Plaats |
| ------------------------------ | ----------------- | --------------------------- | ------------------------------ | -------------------- | ------- | ----------------------- | -------------------- | -------------------- | -------------------- | ------ |
| Kanellis Marios Chatzikyriakos | Enkelspel, C6 (m) | ESP Alvaro Valera V met 2-3 | CHI Cristian Dettoni W met 3-2 | Niet van toepassing  | 2e      | CHN Chen Chao V met 0-3 | Niet van toepassing  | Niet van toepassing  | Niet van toepassing  | 9e     |

### Tennis
| Paralympiër        | Onderdeel              | 1e ronde                                    | 2e ronde             | 3e ronde             | Kwartfinale          | Halve finale         | (troost)Finale       | Rang |
| Paralympiër        | Onderdeel              | Tegenstander Uitslag                        | Tegenstander Uitslag | Tegenstander Uitslag | Tegenstander Uitslag | Tegenstander Uitslag | Tegenstander Uitslag | Rang |
| ------------------ | ---------------------- | ------------------------------------------- | -------------------- | -------------------- | -------------------- | -------------------- | -------------------- | ---- |
| Stefanos Diamantis | Rolstoel enkelspel (m) | SVK Marek Gergely V met 1-2 (6-7, 6-3, 0-6) | Uitgeschakeld        | Uitgeschakeld        | Uitgeschakeld        | Uitgeschakeld        | Uitgeschakeld        | 33e  |

### Wielrennen

#### Baan
| Atleet              | Onderdeel                         | Heats     | Heats | (Bronzen) Finale    | (Bronzen) Finale    |
| Atleet              | Onderdeel                         | Resultaat | Rang  | Resultaat           | Rang                |
| ------------------- | --------------------------------- | --------- | ----- | ------------------- | ------------------- |
| Nikolaos Papangelis | Individuele achtervolging, C2 (m) | 3:47.605  | 6e    | Niet gekwalificeerd | Niet gekwalificeerd |

#### Weg
| Paralympiër         | Onderdeel              | Resultaat | Prestatie |
| ------------------- | ---------------------- | --------- | --------- |
| Nikolaos Papangelis | Wegwedstrijd, C1-3 (m) | 17e       | 2:19:19   |
| Nikolaos Papangelis | Tijdrit, C2 (m)        | 7e        | 37:55.05  |
|                     |                        |           |           |
| Aikaterini El Latif | Wegwedstrijd, T1-2 (v) | 6e        | 1:32:08   |
| Aikaterini El Latif | Tijdrit, T1-2 (v)      | 11e       | 58:13.66  |

### Zwemmen
| Atleet                                                                           | Onderdeel                             | Series              | Series              | Finale              | Finale              |
| Atleet                                                                           | Onderdeel                             | Resultaat           | Rang                | Resultaat           | Rang                |
| -------------------------------------------------------------------------------- | ------------------------------------- | ------------------- | ------------------- | ------------------- | ------------------- |
| Panagiotis Christakis                                                            | 100 m schoolslag, SB6 (m)             | 1:27.66             | 11e                 | Niet gekwalificeerd | Niet gekwalificeerd |
| Panagiotis Christakis                                                            | 50 m vlinderslag, S6 (m)              | 0:36.84             | 15e                 | Niet gekwalificeerd | Niet gekwalificeerd |
| Panagiotis Christakis                                                            | 200 m individuele wisselslag, SM6 (m) | 2:56.75             | 12e                 | Niet gekwalificeerd | Niet gekwalificeerd |
| Konstantinos Karaouzas                                                           | 100 m schoolslag, SB4 (m)             | 2:04.19             | 12e                 | Niet gekwalificeerd | Niet gekwalificeerd |
| Dimitrios Karypidis                                                              | 50 m rugslag, S1 (m)                  | Niet van toepassing | Niet van toepassing | 1:25.30             | 5e                  |
| Dimitrios Karypidis                                                              | 100 m rugslag, S1 (m)                 | Niet van toepassing | Niet van toepassing | 2:58.07             | 4e                  |
| Ioannis Kostakis                                                                 | 50 m vrije slag, S3 (m)               | 1:00.67             | 13e                 | Niet gekwalificeerd | Niet gekwalificeerd |
| Ioannis Kostakis                                                                 | 200 m vrije slag, S3 (m)              | 4:31.22             | 12e                 | Niet gekwalificeerd | Niet gekwalificeerd |
| Ioannis Kostakis                                                                 | 50 m schoolslag, SB2 (m)              | 1:08.85             | 5e                  | 1:08.73             | 6e                  |
| Ioannis Kostakis                                                                 | 150 m individuele wisselslag, SM3 (m) | 3:45.53             | 8e                  | 3:43.75             | 8e                  |
| Gerasimos Lignos                                                                 | 100 m rugslag, S13 (m)                | 1:06.76             | 12e                 | Niet gekwalificeerd | Niet gekwalificeerd |
| Gerasimos Lignos                                                                 | 100 m schoolslag, SB13 (m)            | 1:13.34             | 10e                 | Niet gekwalificeerd | Niet gekwalificeerd |
| Gerasimos Lignos                                                                 | 100 m vlinderslag, S13 (m)            | 1:03.01             | 12e                 | Niet gekwalificeerd | Niet gekwalificeerd |
| Aristeidis Makrodimitris                                                         | 200 m vrije slag, S2 (m)              | 4:47.22             | 7e                  | 4:44.53             | 7e                  |
| Aristeidis Makrodimitris                                                         | 50 m rugslag, S2 (m)                  | 1:04.01             | 8e                  | 1:03.28             | 7e                  |
| Aristeidis Makrodimitris                                                         | 100 m rugslag, S2 (m)                 | 2:17.68             | 7e                  | 2:14.54             | 5e                  |
| Dimosthenis Michalentzakis                                                       | 100 m vrije slag, S8 (m)              | 0:59.49             | 2e                  | 0:58.73             | Brons               |
| Dimosthenis Michalentzakis                                                       | 100 m vlinderslag, S8 (m)             | 1:05.69             | 9e                  | Niet gekwalificeerd | Niet gekwalificeerd |
| Dimosthenis Michalentzakis                                                       | 200 m individuele wisselslag, SM8 (m) | 2:28.58             | 3e                  | 2:27.57             | 6e                  |
| Charalampos Taiganidis                                                           | 100 m vrije slag, S12 (m)             | Niet gestart        | DNS                 | Niet gekwalificeerd | Niet gekwalificeerd |
| Charalampos Taiganidis                                                           | 100 m rugslag, S12 (m)                | Niet van toepassing | Niet van toepassing | 1:02.16             | 4e                  |
| Antonios Tsapatakis                                                              | 100 m schoolslag, SB4 (m)             | 1:42.36             | 3e                  | 1:40.20             | Brons               |
|                                                                                  |                                       |                     |                     |                     |                     |
| Efthymia Gkouli                                                                  | 100 m schoolslag, SB8 (v)             | 1:31.55             | 7e                  | 1:31.57             | 8e                  |
| Alexandra Stamatopoulou                                                          | 50 m vrije slag, S4 (v)               | 0:46.61             | 10e                 | Niet gekwalificeerd | Niet gekwalificeerd |
| Alexandra Stamatopoulou                                                          | 50 m rugslag, S4 (v)                  | 0:48.36             | 2e                  | 0:49.63             | Brons               |
| Maria Tsakona                                                                    | 100 m schoolslag, SB5 (v)             | 2:02.32             | 10e                 | Niet gekwalificeerd | Niet gekwalificeerd |
|                                                                                  |                                       |                     |                     |                     |                     |
| Konstantinos Karaouzas Alexandra Stamatopoulou Maria Tsakona Antonios Tsapatakis | 4 x 50 m vrije slag, 20 punten (g)    | 3:03.25             | 11e                 | Niet gekwalificeerd | Niet gekwalificeerd |

Afghanistan · 
Algerije · 
Amerikaanse Maagdeneilanden · 
Angola · 
Argentinië · 
Armenië · 
Aruba · 
Australië · 
Azerbeidzjan · 
Bahrein · 
Barbados · 
Belarus · 
België · 
Benin · 
Bermuda · 
Bosnië en Herzegovina · 
Botswana · 
Brazilië · 
Bulgarije · 
Burkina Faso · 
Burundi · 
Cambodja · 
Canada · 
Centraal-Afrikaanse Republiek · 
Chili · 
China · 
Chinees Taipei · 
Colombia · 
Congo-Brazzaville · 
Congo-Kinshasa · 
Costa Rica · 
Cuba · 
Cyprus · 
Denemarken · 
Dominicaanse Republiek · 
Duitsland · 
Ecuador · 
Egypte · 
El Salvador · 
Estland · 
Ethiopië · 
Faeröer · 
Fiji · 
Filipijnen · 
Finland · 
Frankrijk · 
Gabon · 
Gambia · 
Georgië · 
Ghana · 
Griekenland · 
Groot-Brittannië · 
Guatemala · 
Guinee · 
Guinee‑Bissau · 
Haïti · 
Honduras · 
Hongarije · 
Hongkong · 
Ierland · 
IJsland · 
India · 
Indonesië · 
Irak · 
Iran · 
Israël · 
Italië · 
Ivoorkust · 
Jamaica · 
Japan · 
Jordanië · 
Kaapverdië · 
Kameroen · 
Kazachstan · 
Kenia · 
Kirgizië · 
Koeweit · 
Kroatië · 
Laos · 
Lesotho · 
Letland · 
Libanon · 
Liberia · 
Libië · 
Litouwen · 
Luxemburg · 
Madagaskar · 
Maleisië · 
Mali · 
Malta · 
Marokko · 
Mauritius · 
Mexico · 
Moldavië · 
Mongolië · 
Montenegro · 
Mozambique · 
Namibië · 
Nederland · 
Nepal · 
Nicaragua · 
Nieuw-Zeeland · 
Niger · 
Nigeria · 
Noord-Macedonië · 
Noorwegen · 
Oeganda · 
Oekraïne · 
Oezbekistan · 
Oman · 
Oostenrijk · 
Pakistan · 
Palestina · 
Panama · 
Papoea-Nieuw-Guinea · 
Peru · 
Polen · 
Portugal · 
Puerto Rico · 
Qatar · 
Roemenië · 
Russisch Paralympisch Comité ·
Rwanda · 
Saint Vincent en Grenadines · 
Samoa · 
Saoedi-Arabië · 
Sao Tomé en Principe · 
Senegal · 
Servië · 
Seychellen · 
Sierra Leone · 
Singapore · 
Slovenië · 
Slowakije · 
Somalië · 
Spanje · 
Sri Lanka · 
Syrië · 
Tadzjikistan · 
Tanzania · 
Thailand · 
Togo · 
Tonga · 
Trinidad en Tobago · 
Tsjechië · 
Tunesië · 
Turkije · 
Turkmenistan · 
Uruguay · 
Venezuela · 
Verenigde Arabische Emiraten · 
Verenigde Staten · 
Vietnam · 
Zimbabwe · 
Zuid-Afrika · 
Zuid-Korea · 
Zweden · 
Zwitserland
Paralympisch Vluchtelingen Team